# رودني ماكدونالد
رودني ماكدونالد هو عازف كمان ‏ وسياسي كندي، ولد في 2 يناير 1972 في كندا. حزبياً، نشط في جمعية المحافظين التقدمية لنوفا سكوشا. وقد انتخب عضو مجلس نواب نوفا سكوتيا وانتخب رئيس وزراء نوفا سكوتيا ‏.

## روابط خارجية
- رودني ماكدونالد على موقع ميوزك برينز (الإنجليزية)